# امپرس آو
لورلی رودریگز (انگلیسی: Lorely Rodriguez؛ زادهٔ ۱۹ اکتبر ۱۹۸۹) که با نام حرفه‌ای امپرس آو (Empress Of) شناخته می‌شود، خواننده و ترانه‌نویس هندوراسی-آمریکایی است.

## زندگی
رودریگز از فرزندان مهاجران نسل اول هندوراسی‌تبار در آمریکا است. او با مادرش، رینا، در منطقه کلانشهری لس آنجلس بزرگ شد، و پدرش، آدان، یکی از پیانیست‌های اصلی و اعضای بنیان‌گذار گروه موسیقی لاتین یعنی باندا بلانکا است.
رودریگز دارای مدرک از کالج موسیقی برکلی در بوستون است. او پس از گذراندن مهندسی صدا در کالج موسیقی برکلی در سال ۲۰۱۱، به شهر نیویورک نقل مکان کرد و به سرعت وارد صحنهٔ موسیقی محلی شد و در یک گروه موسیقی مستقر در بروکلین به همراه موسیقی‌دان سم ئوین به نام کلیستیال شور (Celestial Shore) اجرا کرد، اما به زودی گروه را ترک کرد تا بر روی موسیقی خود تمرکز کند.

## دیسکوگرافی

### آلبوم‌های استودیویی
- من (۲۰۱۵)
- ما (۲۰۱۸)
- من امپرس آو تو هستم (۲۰۲۰)
- برای ملاحظهٔ تو (۲۰۲۴)

### آلبوم‌های چندآهنگه
- سیستم‌ها (۲۰۱۳)
- تریستزا (۲۰۱۴)
- نجاتم بده (۲۰۲۲)
- رقص برای تو (ریمیکس‌ها) (۲۰۲۲)

### میکس‌تیپ‌ها
- کالرمینتز (۲۰۱۳)